# Kersey (Suffolk)
Kersey – wieś w Anglii, w hrabstwie Suffolk, w dystrykcie Babergh. Leży 17 km na zachód od miasta Ipswich i 94 km na północny wschód od Londynu.